# Chiến tranh Mông Cổ – Khwarazm
Cuộc xâm lược Khwarezmia bắt đầu từ 1219 đến 1221 đánh dấu điểm khởi đầu của quá trình người Mông Cổ chinh phục các nhà nước Hồi giáo. Sự bành trướng của Mông Cổ cuối cùng lên đến cực điểm khi chinh phục gần như toàn bộ lục địa Á-Âu, ngoại trừ Tây Âu, bán đảo Scandinavia, Đế quốc Đông La Mã, Ả Rập, tiểu lục địa Ấn Độ, Nhật Bản và phần lớn Đông Nam Á.
Điều trớ trêu là, Đế quốc Mông Cổ ban đầu không có ý định xâm lược Đế quốc Khwarezmia. Theo nhà sử học người Ba Tư Juzjani, Thành Cát Tư Hãn trước đó đã gửi một bức thư cho Ala ad-Din Muhammad, người cai trị Đế chế Khwarezmia, đề nghị giao thương và chào đón ông như người hàng xóm: "Tôi là chủ nhân của những vùng đất mặt trời mọc, còn ngài cai trị những vùng đất mặt trời lặn. Chúng ta hãy cùng nhau xây dựng một tình hữu nghị và nền hòa bình vững chắc." Sự thống nhất ban đầu của Mông Cổ của tất cả "những người sống trong lều bạt", đã thống nhất các bộ tộc du mục ở Mông Cổ và sau đó là người Turkmen và các bộ tộc du mục khác, tương đối ít đổ máu và gần như không thiệt hại vật chất. Ngay cả khi xâm lược Trung Hoa, khi đó Mông Cổ mới tiêu diệt nhà Kim, Thành Cát Tư Hãn cũng không gây ra nhiều đổ máu hơn những cuộc xâm lược của các sắc dân du mục vào đất Trung Hoa trước đó. Shah Muhammad miễn cưỡng chấp nhật hiệp ước hòa bình này, nhưng cũng không kéo dài lâu. Chiến tranh bắt đầu chỉ gần 1 năm sau đó, khi mà một đoàn lữ hành Mông Cổ bị thảm sát ở thành phố Otrar của Khwarezmia.
Đế chế Khwarezmia bị tiêu diệt và phá hủy hoàn toàn (trong cuộc xâm lược này) đã khiến cho người Mông Cổ nổi tiếng như những kẻ hung bạo khát máu và hình ảnh khắc sâu trong tâm trí những người còn sống sót sau những chiến dịch của người Mông Cổ. Trong cuộc chiến ngắn này, kéo dài không quá 2 năm, không chỉ một đế quốc rộng lớn bị tiêu diệt hoàn toàn, mà Thành Cát Tư Hãn còn cho ra đời những chiến thuật tàn bạo - tấn công gián tiếp, khủng bố và tàn sát tàn bạo dân chúng như là những vũ khí của chiến tranh (vũ khí tâm lý).. Và điều này được người Mông Cổ áp dụng triệt để khi xâm lược Nam Tống, tạo ra những cuộc thảm sát quy mô lớn, đến nỗi dân chúng Thiểm Tây còn lại chưa đến một phần mười sau khi quân Mông Cổ chiếm được vùng này.

## Khởi nguồn xung đột
Sau khi Tây Liêu bị tiêu diệt, Đế quốc Mông Cổ của Thành Cát Tư Hãn đã tiến tới biên giới của Đế quốc Khwarazmia, do Shah Ala ad-Din Muhammad cai trị. Vị vua này cũng chỉ mới làm chủ được một số khu vực, và ông cũng đang có những mâu thuẫn với Khalip tại Baghdad. Ông trước đó đã từ chối việc thần phục bắt buộc đối với Khalip như là lãnh tụ trên danh nghĩa của Hồi giáo, và ông đã yêu cầu được công nhận như là một sultan (quốc vương) của Đế quốc mà không cần bất kì sự mua chuộc hay sự giả cách nào. Chỉ riêng điều này đã gây ra cho ông nhiều rắc rối dọc biên giới phía nam. Đây cũng là khu vực mà Đế quốc Mông Cổ đang mở rộng rất nhanh tới. Các nhà sử học Mông Cổ khẳng định rằng Đại hãn lúc đó không có ý định xâm lược Đế quốc Khwarezmia, và ông chỉ muốn giao thương và thậm chí xây dựng mối quan hệ đồng minh.
Shah rất nghi ngờ mong muốn một thỏa thuận giao thương của Thành Cát Tư Hãn, và những thông điệp từ sứ giả của shah ở Thượng Đô (Bắc Kinh) ở Trung Hoa đã mô tả phóng đại những hành vi tàn bạo của người Mông Cổ khi họ tấn công thành phố trong cuộc chiến của họ với nhà Kim. Một điều quan trọng hơn là Al-Nasir, khalip của Baghdad, đã cố gắng xúi giục một cuộc chiến tranh giữa Mông Cổ và Shah vài năm trước khi cuộc xâm lược của Mông Cổ thực sự diễn ra. Một quan hệ đồng minh với Thành Cát Tư Hãn được xây dựng vì sự mâu thuẫn giữa Nasir và Shah, nhưng các hãn cũng không hứng thú với việc liên minh với bất kì ông vua nào có những tuyên bố về quyền lực tối thượng, dù chỉ trên danh nghĩa hay không, và điều này đã đánh dấu sự sụp đổ của chế độ khalip mà sau này Húc Liệt Ngột (Hulegu), cháu của Thành Cát Tư Hãn, sẽ gây ra. Ở thời điểm này, cố gắng này của các khalip có dính líu tới tuyên bố của Shah muốn được coi là sultan của Khwarezmia, điều mà Nasir không muốn, vì Shah từ chối thừa nhận quyền lực của Nasir, dù quyền lực đó chỉ là danh nghĩa. Tuy nhiên, Thành Cát Tư Hãn cũng không có ý định gây chiến vì ông ta cũng đang đánh Kim và cũng đang hưởng lợi từ những thương vụ với Đế quốc Khwarezmia.
Thành Cát Tư Hãn phái một đoàn lạc đà gồm 500 người Hồi giáo tới Khwarezmia để thiết lập mối quan hệ thương mại chính thức. Tuy nhiên, Inalchuq, người cai trị thành phố Otrar của Khwarezmia, đã bắt giam những thành viên người Mông Cổ của đoàn lạc đà, buộc tội đoàn này có âm mưu chống lại Khwarezmia. Tuy nhiên, có vẻ như không có ai trong đoàn thương nhân này là gián điệp. Cũng không có vẻ là Thành Cát Tư Hãn đang muốn khiêu khích một cuộc xung đột với Đế quốc Khwarezmia, vì ông ta lúc này đang phải đánh người Kim ở miền đông bắc Trung Hoa.
Thành Cát Tư Hãn khi đó đã phái một đoàn thứ hai gồm 3 sứ thần (một theo Hồi giáo và hai người Mông Cổ) tới gặp trực tiếp shah và yêu cầu thả tự do cho đoàn lạc đà ở Otrar, và người cai quản thành phố này phải bị trừng trị. Shah ra lệnh cạo đầu 2 người Mông Cổ và chém đầu người Hồi giáo, rồi trả lại cho Thành Cát Tư Hãn. Muhammad cũng ra lệnh xử tử đoàn lạc đà. Đây được coi là một sự sỉ nhục ghê gớm đối với Hãn, ông vốn luôn coi các sứ giả là "thiêng liêng và bất khả xâm phạm". Điều này dẫn tới việc Thành Cát Tư Hãn tấn công đế quốc Khwarezmia. Người Mông Cổ vượt dãy Thiên Sơn, tiến vào Đế quốc của Shah năm 1219.

## Khởi đầu cuộc xâm lược
Sau khi thu thập các thông tin từ các nguồn tình báo, chủ yếu là từ các gián điệp dọc Con đường tơ lụa, Thành Cát Tư Hãn cẩn thận chuẩn bị lực lượng, được tổ chức khác biệt so với những chiến dịch trước đó của ông. Những sự thay đổi thể hiện bằng việc thêm các đơn vị hỗ trợ cho lực lượng kỵ binh thiện chiến của ông, cả kỵ binh nặng lẫn nhẹ. Trong khi vẫn dựa vào những lợi thế truyền thống về tính linh hoạt của kỵ binh du mục, Thành Cát Tư Hãn đã kết hợp nhiều nghệ thuật chiến tranh của Trung Hoa, đặc biệt là yếu tố vây hãm. Các trang bị mới bao gồm những công cụ vây thành như phiến gỗ nặng để công thành, thuốc súng, máy bắn đá, và một lượng lớn cung tên bao vây có khả năng bắn những mũi tên dài 20-foot (6 mét). Ngoài ra, mạng lưới tình báo của Mông Cổ cũng rất tốt. Người Mông Cổ không bao giờ xâm lược một đối thủ mà kinh tế và quân đội có khả năng chống trả, mà không do thám cẩn thận và triệt để từ trước. Ví dụ, các hãn Tốc Bất Đài (Subutai) và Bạt Đô (Batu Khan) đã mất một năm tiến hành do thám vùng Trung Âu, trước khi tiêu diệt quân đội của Hungary và Ba Lan trong các trận chiến riêng biệt chỉ cách nhau 2 ngày.
Cũng có nhiều tranh cãi về số lượng quân của Thành Cát Tư Hãn, một đội quân nhỏ khoảng 90.000 lính hoặc một đội quân lớn với 250.000 lính, và Thành Cát Tư Hãn cũng mang theo mình những tướng lĩnh có khả năng nhất để giúp đỡ ông. Ông cũng mang một lượng lớn người ngoại tộc, chủ yếu là người Hán. Những người này sẽ là các chuyên gia bao vây, xây cầu, cứu thương và là các binh sĩ chuyên biệt.
Trong cuộc xâm lược Transoxiana năm 1219, cùng với quân chủ lực Mông Cổ, Thành Cát Tư Hãn cũng sử dụng các máy bắn đá của người Trung Hoa trong trận chiến; chúng được sử dụng trở lại vào năm 1220 ở Transoxiana. Người Hán có thể dùng máy bắn đá để ném những quả bom thuốc súng, vì họ đã có chúng (thuốc súng) từ trước đó. Trong khi Thành Cát Tư Hãn chinh phục Transoxiana và Ba Tư, nhiều người Trung Hoa vốn quen với thuốc súng cũng phục vụ trong quân đội của ông. Các sử gia cho rằng cuộc xâm lược của Mông Cổ đã mang các vũ khí thuốc súng Trung Hoa tới Trung Á. Một trong số chúng là hỏa pháo, một loại súng cối Trung Hoa.

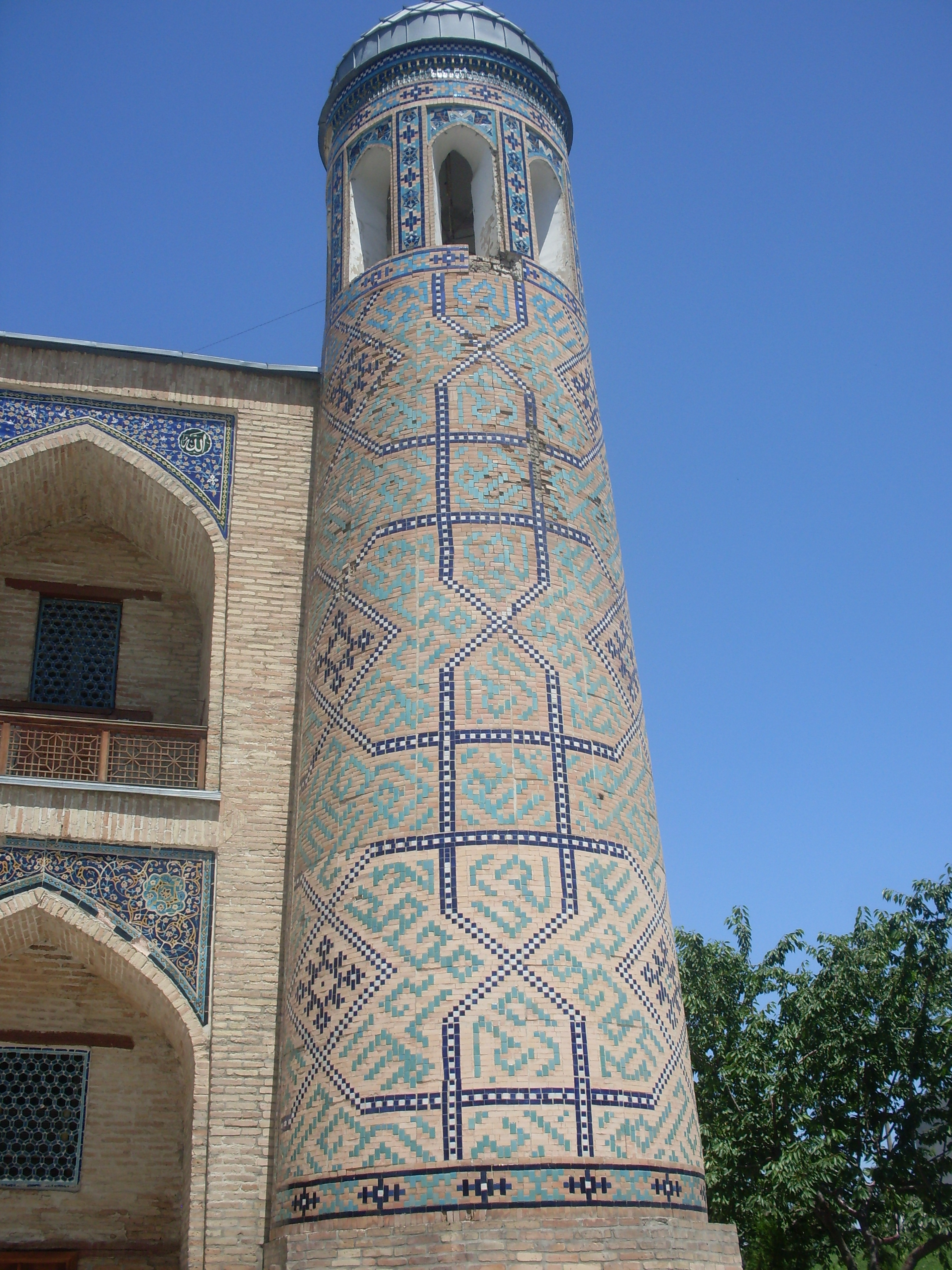
Một tháp (Hồi giáo) tại Tashkent

Trong cuộc xâm lược này, đầu tiên Hãn triển khai việc tấn công gián tiếp mà sau này trở thành một đặc trưng trong các chiến dịch của ông, cũng như của con cháu ông. Hãn chia quân đội của mình ra, và phái một lực lượng chỉ để tìm và diệt Shah - đến nỗi mà một người cai trị một Đế quốc rộng lớn bằng Đế quốc của Hãn, với một lực lượng quân đội lớn, phải liên tục chạy trốn trong chính đế quốc của mình. Các lực lượng Mông Cổ phân chia đó đã tiêu diệt từng phần quân của Shah, và bắt đầu tiến hành sự hủy diệt tàn bạo cũng như đối với các vùng đất khác trong những cuộc xâm lược sau này.

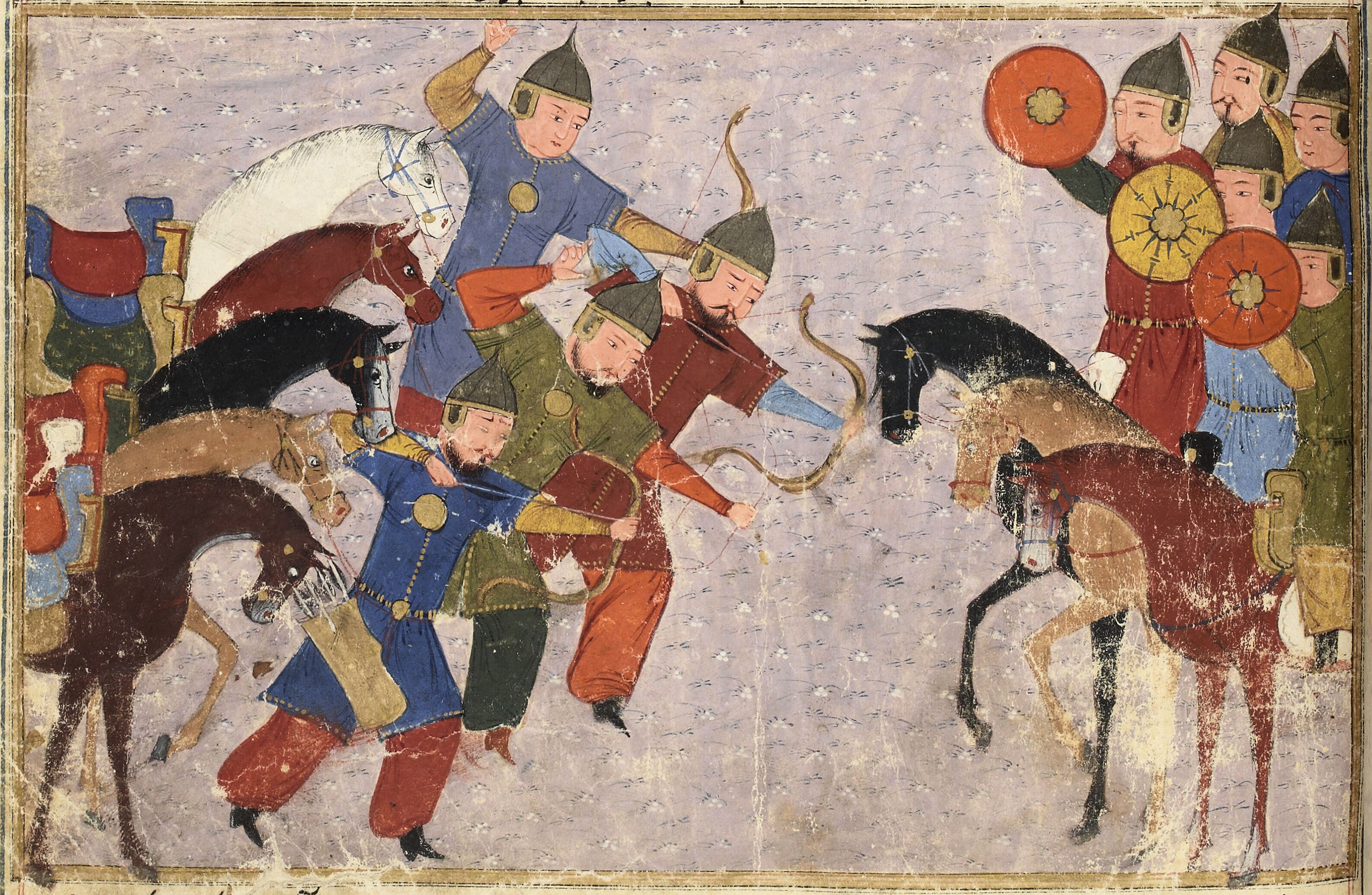
Trận Vâliyân (1221). Jami' al-tawarikh, Rashid al-Din.

Quân đội của Shah, khoảng 400.000 người, bị phân tán ra nhiều thành phố chính. Shah sợ rằng quân của ông nếu được tổ chức thành một đơn vị lớn dưới sự chỉ đạo của một người (hoặc một cấu trúc chỉ đạo), có thể lại quay ra chống lại ông. Ngoài ra, các báo cáo mà Shah có từ Trung Hoa chỉ ra rằng người Mông Cổ không giỏi trong việc vây thành, và thường gặp những vấn đề khi cố gắng bao vây một thành trì kiên cố nào đó. Quyết định triển khai quân đội của shah như vậy sau này được chứng tỏ là một sai lầm tai hại khi chiến dịch tiến triển.
Mặc dù mệt mỏi sau cuộc hành quân, người Mông Cổ vẫn thắng trận đầu tiên. Một đội quân Mông Cổ, do Truật Xích (Jochi) chỉ huy, khoảng từ 25.000 đến 30.000 người, đã tấn công quân của Shah ở nam Khwarezmia và ngăn không cho đội quân này đẩy lui quân Mông Cổ vào sâu trong núi. Lực lượng chính của quân Mông Cổ, do Thành Cát Tư Hãn chỉ huy, tiến tới thành phố Otrar vào mùa thu năm 1219. Sau khi vây Otrar trong 5 tháng, quân của Hãn đã đột kích một cổng không được bảo vệ và tàn phá phần chính của thành phố.
Sau đó một tháng, pháo đài của Otrar thất thủ. Inalchuq cố thủ đến giờ phút cuối cùng, thậm chí ông còn trèo lên đỉnh của pháo đài vào giờ phút cuối và ném đá vào quân Mông Cổ đang tiến vào. Thành Cát Tư Hãn giết rất nhiều người dân trong thành, số còn lại bị bắt làm nô lệ, Inalchuq bị xử tử và có thể ông ta đã bị người Mông Cổ dùng vàng hay bạc nóng chảy rót vào họng để trả thù việc đoàn lạc đà của họ bị bắt.

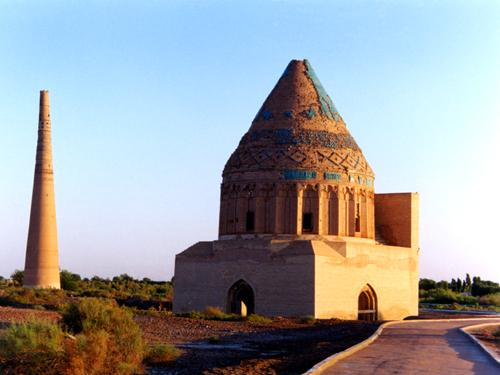
Di chỉ cung điện của Muhammad tại Urgench.

## Những cuộc bao vây Bukhara, Samarkand và Urgench
Thành Cát Tư Hãn phái tướng Triết Biệt (Jebe) chỉ huy một đội quân nhỏ tiến quân về phía nam, với ý định chặn đường rút lui của Shah đến nửa còn lại của vương quốc. Ngoài ra, Thành Cát Tư Hãn và Đà Lôi (Tolui), chỉ huy một đội quân khoảng 50.000 người, đi vòng qua Samarkand và tiến về phía tây để bao vây thành phố Bukhara trước. Để làm được điều này, họ đã phải thực hiện một công việc có vẻ bất khả thi là vượt qua sa mạc Kyzyl Kum bằng việc đi từ ốc đảo này đến ốc đảo khác, dưới sự dẫn đường của những dân du mục bị họ bắt. Người Mông Cổ đã đến được cổng thành Bukhara trong khi gần như là không bị phát hiện. Nhiều nhà chiến thuật quân sự đề cập đến cuộc tấn công bất ngờ vào Bukhara là một trong những cuộc đột kích thành công nhất trong lịch sử chiến tranh.
Bukhara không phải là một thành phố được phòng thủ kiên cố, chỉ có một lớp hào rãnh cùng một lớp tường thành và một pháo đài điển hình như các thành trì khác của đế quốc Khwarezmia. Quân đồn trú ở Bukhara bao gồm lính người Turk chỉ huy bởi các tướng người Turk, những người này đã cố phá vây vào ngày thứ ba của cuộc bao vây. Nhưng lực lượng phá vây này, có thể gồm 20.000 người, đã bị tiêu diệt trong trận chiến. Các lãnh đạo thành phố sau đó đã mở cổng cho quân Mông Cổ, mặc dù một đơn vị phòng thủ người Turk đã cố thủ trong pháo đài của thành phố trong 12 ngày tiếp theo. Những người sống sót trong pháo đài bị xử tử, nghệ nhân và các thợ thủ công bị chuyển về Mông Cổ, nam thanh niên không tham chiến bị bắt gia nhập quân Mông Cổ và những người dân còn lại thì bị bắt làm nô lệ. Khi quân Mông Cổ cướp phá thành phố, một ngọn lửa bùng phát và san bằng gần như toàn bộ thành phố. Thành Cát Tư Hãn triệu tập người dân đến ngôi đền Hồi giáo chính của thị trấn, ở đó ông tuyên bố rằng ông là liên gia (cái neo dùng để đập lúa) của Thượng đế, được cử xuống để trừng phạt họ vì những tội ác họ gây ra trước đó, và sau đó ông ra lệnh xử tử tất cả bọn họ.
Sau khi Bukhara thất thủ, Thành Cát Tư Hãn tiến quân tới kinh đô của Khwarezmia là Samarkand vào tháng 3 năm 1220. Samarkand được tổ chức phòng thủ tốt hơn nhiều với khoảng 100.000 quân. Khi Thành Cát Tư Hãn bắt đầu vây thành, các con trai ông là Sát Hợp Đài (Chaghatai) và Oa Khoát Đài (Ogedei) cũng đến hợp quân với ông sau khi chinh phục xong Otrar, và quân Mông Cổ bắt đầu tấn công thành phố. Quân Mông Cổ sử dụng tù nhân làm lá chắn. Vào ngày thứ ba của cuộc chiến, quân đồn trú ở Samarkand mở một cuộc phản công. Giả vờ rút lui, Thành Cát Tư Hãn đã lừa khoảng 50.000 quân ra ngoài pháo đài của Samarkand và tiêu diệt họ trong trận chiến. Shah Muhammad cố gắng giải vây thành phố 2 lần, nhưng đều bị đẩy lui. Vào ngày thứ năm, ngoại trừ khoảng 2.000 lính, số còn lại đã đầu hàng. Những người lính còn lại, trung thành đến chết với Shah, đã cố thủ trong pháo đài. Sau khi pháo đài thất thủ, Thành Cát Tư Hãn đã nuốt lời hứa với những người đầu hàng và xử tử tất cả những người lính chống lại ông ở Samarkand. Người dân ở Samarkand được lệnh sơ tán và tập trung ở một khu đất trống ngoài thành phố, ở đó họ bị tàn sát và đầu của họ được chất thành một hình kim tự tháp như là biểu tượng chiến thắng của người Mông Cổ.
Vào khoảng thời gian Samarkand thất thủ, Thành Cát Tư Hãn ra lệnh cho Tốc Bất Đài (Subutai) và Triết Biệt (Jebe), hai tướng giỏi của mình, truy bắt Shah. Shah đã chạy trốn về phía tây với một số người lính trung thành và con trai ông là Jalal ad-Din Mingburnu, đến một hòn đảo nhỏ trong biển Caspi. Ở đó, vào tháng 12 năm 1220, Shah chết. Hầu hết các học giả cho rằng ông chết vì bệnh viêm phổi, một số khác thì cho rằng ông chết vì quá sốc với việc để mất Đế quốc một cách nhanh chóng.
Trong khi đó, thành phố thương mại giàu có là Urgench vẫn nằm trong tay lực lượng Khwarezmia. Trước đó, mẹ của Shah cai trị Urgench, nhưng khi nghe tin con trai mình đã trốn đến biển Caspi, bà ta cũng bỏ trốn. Bà bị bắt và bị chuyển về Mông Cổ. Khumar Tengin, một tướng của Muhammad, tuyên bố ông ta là Sultan (quốc vương Hồi giáo) của Urgench. Truật Xích (Jochi), người đã chỉ huy ở phía bắc kể từ đầu cuộc xâm lược, đã tiến quân tới thành phố theo hướng này, trong khi Thành Cát Tư Hãn, Oa Khoát Đài, và Sát Hợp Đài tiến quân từ hướng nam.
Cuộc tấn công Urgench là trận chiến khó khăn nhất của quân Mông Cổ từ đầu cuộc chiến. Thành phố được xây dựng dọc sông Amu Darya trong một vùng đồng bằng nhiều đầm lầy. Đất mềm vốn không phải là điều kiện thuận lợi cho việc vây thành, và các máy bắn đá bị thiếu đá. Mặc dù vậy, quân Mông Cổ vẫn tấn công, và thành chỉ thất thủ sau một trận chiến ác liệt với quân phòng thủ kiên cường, giành giật từng khối nhà một. Thương vong của quân Mông Cổ cao hơn bình thường, do các chiến thuật của quân Mông Cổ không phù hợp với việc chiến đấu trong thành phố.
Việc tiếp quản Urgench trở nên phức tạp do sự căng thẳng giữa Hãn và người con trai cả là Truật Xích, trước đó Hãn đã hứa là tặng thành phố cho ông này. Mẹ của Truật Xích là Bột Nhi Thiếp (Borte), cũng là mẹ của 3 người em của ông. Chỉ những người con của bà ta mới được tính là những con trai và có thể trở thành người kế vị chính thức, so với những người con khác của 500 bà vợ và thê thiếp khác của Thành Cát Tư Hãn. Tuy nhiên, việc Truật Xích có phải là con đẻ của Thành Cát Tư Hãn hay không vẫn còn là vấn đề gây tranh cãi; vì vào những ngày đầu khi Thành Cát Tư Hãn gây dựng quyền lực, Bột Nhi Thiếp đã bị bắt làm tù binh và bị cưỡng hiếp. Truật Xích được sinh ra 9 tháng sau đó. Dù Thành Cát Tư Hãn thừa nhận Truật Xích là con trai cả của ông (chủ yếu là do tình yêu với Bột Nhi Thiếp, người mà lẽ ra ông đã từ bỏ và từ bỏ cả con của bà), nhưng những câu hỏi vẫn đặt ra về dòng máu thật sự của Truật Xích.
Sự căng thẳng xuất hiện khi Truật Xích tìm cách thương lượng với quân phòng thủ, cố gắng khuyên họ đầu hàng để tránh cho việc thành phố bị tàn phá. Điều này làm Sát Hợp Đài nổi giận, và Thành Cát Tư Hãn đã tránh một cuộc xung đột giữa các con trai bằng cách chọn Oa Khoát Đài là chỉ huy lực lượng bao vây khi Urgench thất thủ. Nhưng việc Truật Xích bị tước quyền chỉ huy, và việc cướp phá một thành phố vốn đã được hứa cho ông đã khiến ông ta nổi giận và bắt đầu xa lánh cha và các em mình, và điều này cũng là nhân tố quyết định cho hành động của ông ta sau này, người luôn phải nhìn thấy các em trai của mình được phong cấp cao hơn mình, mặc dù ông cũng có khả năng quân sự rất tốt.
Như thường lệ, các nghệ nhân bị bắt đưa về Mông Cổ, phụ nữ trẻ và trẻ em bị bắt làm nô lệ cho lính Mông Cổ, còn lại thì bị thảm sát. Học giả Ba Tư là Juvayni ghi lại rằng mỗi một người lính Mông Cổ được giao nhiệm vụ hành quyết 24 người Urgench, có khoảng 50.000 lính Mông Cổ tức là khoảng 1,2 triệu người bị giết. Có thể đây chỉ là con số phóng đại, nhưng cuộc cướp bóc ở Urgench vẫn được coi là một trong những vụ thảm sát đẫm máu nhất trong lịch sử loài người.
Sau đó, đến lượt thành phố Gurjang phía nam biển Aral, bị phá hủy. Để bắt thành phố phải đầu hàng, người Mông Cổ đã phá đập để làm ngập thành phố, sau đó xử tử những người sống sót.

## Chiến dịch Khorasan
Khi quân Mông Cổ tiến quân đến Urgench, Thành Cát Tư Hãn đã phái con út của mình là Đà Lôi (Tolui) chỉ huy một đội quân tiến về tỉnh Khorasan ở phía tây của đế quốc Khwarezmia. Khorasan trước đó đã nhận thấy được sức mạnh của quân Mông Cổ. Vào đầu cuộc chiến, các tướng Triết Biệt và Tốc Bất Đài đã vượt qua tỉnh này khi truy đuổi Shah. Tuy nhiên, vùng này rất khó bị khuất phục, nhiều thành phố chính vẫn nằm ngoài sự kiểm soát của người Mông Cổ, và vùng này có nhiều lực lượng chống lại các lực lượng nhỏ Mông Cổ hiện diện trong vùng, khiến nổi lên một tin đồn là con trai của Shah là Jalal al-Din đang tập hợp quân đội để chống lại Mông Cổ. Quân của Đà Lôi gồm khoảng 50.000 người, bao gồm nòng cốt là lính người Mông Cổ (một số tài liệu ước tính khoảng 7.000), được hỗ trợ bởi một lượng lớn binh lính ngoại tộc, như người Turk và những dân tộc bị chinh phục trước đó ở Trung Hoa và Mông Cổ. Đội quân này cũng bao gồm "3.000 máy phóng tên cháy hạng nặng, 300 xe bắn đá, 700 máy bắn đá để bắn đá lửa, 4.000 thang đột kích, và 2.500 bao đất để lấp hào nước." Những thành phố đầu tiên thất thủ là Termez và Balkh. Thành phố chính thất thủ trước quân của Đà Lôi là Merv. Juvayni viết về Merv như sau: "Về phạm vi lãnh thổ, nó nổi trội hơn hẳn so với những vùng đất khác của Khorasan, và cánh chim của hòa bình và sự bảo vệ bay trên biên giới của nó. Những con người ưu tú của nơi đây nhiều như những hạt mưa tháng tư, và vùng đất này có thể so sánh với những thiên đường."
Quân đồn trú ở Merv chỉ khoảng 12.000, và thành phố tràn ngập những người chạy trốn từ phía đông của đế quốc Khwarezmia. Trong 6 ngày, Đà Lôi bao vây thành phố, và đến ngày thứ bảy, ông ta tấn công. Tuy nhiên, quân đồn trú đã chống trả lại cuộc tấn công và phản công lại quân Mông Cổ. Lực lượng đồn trú bị đánh bật trở lại phải lui vào trong thành phố. Ngày hôm sau, thành chủ của thành phố đầu hàng với lời hứa của Đà Lôi sẽ đảm bảo mạng sống cho cư dân. Tuy nhiên, ngay khi nắm quyền kiểm soát thành phố, Đà Lôi tàn sát hầu hết những người đầu hàng, trong một cuộc thảm sát thậm chí có thể còn lớn hơn cuộc thảm sát ở Urgench. Sau khi công hạ Merv, Đà Lôi tiến về phía tây, tấn công các thành phố Nishapur và Herat. Nishapur thất thủ chỉ sau 3 ngày; ở đây, Thoát Hốt Sát Nhi (Tokuchar), con rể của Thành Cát Tư Hãn bị tử trận, và Đà Lôi giết tất cả những sinh vật sống trong thành phố, không tha cả chó và mèo, với vợ góa của Tokuchar làm chủ trì cuộc giết chóc. Sau khi Nishapur thất thủ, Herat đầu hàng không kháng cự và được tha chết. Với trường hợp những người Bamia ở Hindukush thì lại là một cảnh giết chóc khác, sự kháng cự mạnh mẽ ở đây đã khiến cho một cháu trai của Thành Cát Tư Hãn tử trận. Tiếp theo là các thành phố Toos và Mashad. Đến mùa xuân năm 1221, tỉnh Khurasan đã hoàn toàn nằm trong tay quân Mông Cổ. Để một lượng quân đồn trú ở lại, Đà Lôi quay trở lại phía đông để hội quân với cha ông ta.

## Chiến dịch cuối cùng và hậu chiến
Sau khi chiến dịch của quân Mông Cổ kết thúc ở Khurasan, quân đội của Shah đã tan rã. Jalal ad-Din Mingburnu, người kế vị sau cái chết của Shah, bắt đầu tập hợp tàn quân ở phía nam, trong vùng thuộc Afghanistan ngày nay. Thành Cát Tư Hãn phái các lực lượng truy lùng quân đội do Jalal al-Din tập hợp, và hai bên chạm trán ở thị trấn Parwan vào mùa xuân năm 1221. Cuộc đụng độ này là một thất bại nhục nhã đối với các lực lượng Mông Cổ. Thành Cát Tư Hãn nổi giận, tự mình cầm quân tiến về phía nam, và tiêu diệt quân của Jalal al-Din trên sông Ấn. Jalal al-Din chạy trốn vào Ấn Độ. Thành Cát Tư Hãn truy lùng vị Shah mới này ở bờ phía nam sông Ấn một thời gian, nhưng không tìm được. Đại hãn quay trở lại phía bắc, mặc kệ Shah ở Ấn Độ.
Sau khi những trung tâm đối kháng còn lại bị tiêu diệt, Thành Cát Tư Hãn trở lại Mông Cổ, đặt một đội quân đồn trú Mông Cổ ở lại. Sự phá hủy và sáp nhập Đế quốc Khwarezmia là một nguy cơ đối với thế giới Hồi giáo, cũng như đối với Đông Âu. Vùng đất mới này là một bàn đạp quan trọng cho quân Mông Cổ dưới thời Oa Khoát Đài, con trai Thành Cát Tư Hãn, để ông ta xâm lược Rus Kiev và Ba Lan, và những chiến dịch sau này đã đưa quân Mông Cổ tới tận Áo, biển Baltic và Đức. Đối với thế giới Hồi giáo, sự sụp đổ của Khwarezmia đã mở đường cho quân Mông Cổ tiến vào Iraq, Thổ Nhĩ Kỳ và Syria. Cả ba nhà nước này đều bị các Hãn về sau chinh phục.
Cuộc chiến với Khwarezmia cũng mang đến một câu hỏi quan trọng đối với việc kế vị. Khi chiến tranh bắt đầu, Thành Cát Tư Hãn đã không còn trẻ, và ông ta có bốn con trai, họ đều là những chiến binh mạnh mẽ và ai cũng có những kẻ trung thành theo mình. Mâu thuẫn đã xảy ra lần đầu tiên trong cuộc bao vây Urgench, và Thành Cát Tư Hãn buộc phải dựa vào người con thứ ba, Oa Khoát Đài, để kết thúc trận chiến. Sau khi Urgench bị tiêu diệt, Thành Cát Tư Hãn chính thức chọn Oa Khoát Đài là người kế vị, cũng như ra luật rằng các Hãn về sau phải là hậu duệ trực tiếp của Hãn trước đó. Dù luật này được thiết lập, nhưng 4 người con cuối cùng cũng mâu thuẫn, và những cuộc mâu thuẫn này thể hiện sự bất ổn trong Hãn quốc mà Thành Cát Tư Hãn tạo dựng.
Truật Xích không bao giờ tha thứ cho cha mình, và không còn cách nào hơn, là rút khỏi các cuộc chiến tranh của Mông Cổ sau này, tiến về phía bắc, nơi ông ta từ chối đến gặp Thành Cát Tư Hãn dù nhận được lệnh phải đến. Thật ra, trước khi chết, Thành Cát Tư Hãn cũng dự tính một cuộc tấn công người con phản loạn này. Sự cay đắng này chuyển qua con trai của ông ta là Bạt Đô (Batu), đặc biệt là đến cháu ông, và Biệt Nhi Ca Hãn (Berke Khan) (của Kim Trướng Hãn quốc), những người đã chinh phục Rus Kiev. Khi những người Mamluk Ai Cập giáng cho người Mông Cổ một trong những thất bại đáng kể nhất ở trận Ain Jalut năm 1260, hãn Húc Liệt Ngột (Hulegu Khan), một trong những cháu trai của Thành Cát Tư Hãn, con trai của Đà Lôi, người đã cướp phá Baghdad năm 1258, đã không thể trả thù thất bại đó vì người anh em họ của ông là Biệt Nhi Ca Hãn (đã cải sang Hồi giáo), đã tấn công ông ở Ngoại Kavkaz để trợ giúp Hồi giáo, và đây là lần đầu tiên người Mông Cổ đánh người Mông Cổ. Những mầm mống của cuộc chiến đó bắt nguồn từ cuộc chiến với Khwarezmia khi những người cha của họ tranh đoạt quyền lãnh đạo tối cao.

## Liên kết
- Một bản đồ về các sự kiện Lưu trữ ngày 20 tháng 4 năm 2008 tại Wayback Machine được đề cập đến trong bài viết.